# Tobias Wendeler
Tobias Wendeler (tidigare Mikael Tobias Ågren) född 12 november 1973 i Solna församling, är en svensk sångare och låtskrivare. 
Ågren skivdebuterade år 2000 på Janne Schaffers På andra sidan månen. Han har genom åren arbetat nära Schaffer som låtskrivare och sångare på dennes turnéer och skivor, sjungit med Electric Banana Band, till exempel i Melodifestivalen 2006, och deltagit i produktionen av låten Kameleont. Tobias karaktär i Electric Banana Band är "Djungel-Jim".
Våren 2011 släppte han sitt eget debutalbum "Atmosfear" på egna skivbolaget Charlie Cybot Records. Ågren sjunger ett par låtar i den senaste Lasse Åberg-filmen, The Stig-Helmer Story, där han lånar ut sin sångröst till den unge Stig-Helmer, spelad av skådespelaren Tobias Jacobsson.
Tobias Ågren dubbar tecknad film åt SVT B, bland annat för barnprogrammet "Kapten Sabeltand", som sändes i SVT:s "Sommarlov" 2012. Han sjunger jinglarna som hörs i Bandit Rock.

## Diskografi i urval
- "På andra sidan månen" (album, Janne Schaffer, 2000)
- "Överblick" (album, Janne Schaffer, 2005)
- "Banankontakt - Musikaltajm" (album, Electric Banana Band och Malmö Operaorkester, 2006)
- "Heart of gold" (singel, Janne Schaffer & Tobias Ågren, 2010)
- "Always stick around" (singel, Tobias Ågren feat. Rigo, 2011)
- "Atmosfear" (album, Tobias Ågren, 2011)
- "The Stig-Helmer Music Story" (soundtrack 2011)
- "Rock and roll baby" (singel, Locomotive, juni 2015)
- "Organic" (album, Locomotive, sep 2015)
- "Djungel-jul" (singel, Electric Banana Band, Gry Forsell m fl, nov 2015)

## TV i urval
- Melodifestivalen (Electric Banana Band) SVT 2006
- Lou ("Richard") SVTB 2010
- Kapten Sabeltand ("Pysen") SVTB 2012
- Riddare Micke (signaturmelodin + skalden "Fernando") SVTB
- TV4 Nyhetsmorgon 11 aug 2012
- Skåpbilen Olle ("Burra") SVTB

## Film
- "The Stig-Helmer Story" (sång) SF 2011
- "Kapten Sabeltand och den magiska diamanten" (dubbning) SF 2020
- "Kapten Sabeltand och Grevinnan av Gral" (dubbning) SF 2025